# Lavatera mauritanica
Lavatera mauritanica é uma espécie de planta com flor pertencente à família Malvaceae. 
A autoridade científica da espécie é Durieu, tendo sido publicada em Revue Botanique, Recueil Mensuel 2 1847.

## Portugal
Trata-se de uma espécie presente no território português, nomeadamente os seguintes táxones infraespecíficos:
- Lavatera mauritanica subsp. davaei - presente em Portugal Continental. Em termos de naturalidade é nativa da região atrás referida. Não se encontra protegida por legislação portuguesa ou da Comunidade Europeia.